# ساکو، استونی
ساکو (به لاتین: Saku) یک منطقهٔ مسکونی در استونی است که در دهستان ساکو واقع شده‌است. ساکو ۴٬۶۷۵ نفر جمعیت دارد.